# Konstantin Ghilian Karl d'Aspré
Konstantin Ghilian Karl d'Aspré von Hoobreuk (Gante, 27 de Dezembro de 1754 – Mikulov, 8 de Julho de 1809) foi um miltar da Monarquia de Habsburgo durante as Guerras revolucionárias francesas e Guerras Napoleónicas. Em 1809, recebeu o título de Inhaber (Proprietário) de um regimento de infantaria e ascendeu a comandante de divisão. D'Aspré ajudou a pôr fim à Revolução brabantina entre 1789 e 1790. Durante a a guerra da Primeira Coligação, foi promovido a a comandante de um regimento. Foi morto durante a Batalha de Wagram.